# 掃天観測用高性能カメラ

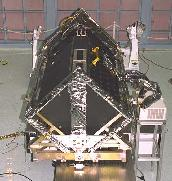
取り付け前のACS

掃天観測用高性能カメラ (そうてんかんそくようこうせいのうカメラ、ACS: Advanced Camera for Surveys) は、ハッブル宇宙望遠鏡 (HST) 内の光軸と平行に設けられている4つの設置ベイのひとつに搭載された第3世代の光学観測装置である。下記で説明する3つの観測用チャネルを備えている。以下では略称の「ACS」を使用する。

## 計画と運用

### 計画から投入まで
ACSはジョンズ・ホプキンス大学で初期設計が行われ、科学観測能力が決定された後、ボール・エアロスペース&テクノロジーズおよびゴダード宇宙飛行センター、ケネディ宇宙センターなどで組み立てやテストが行われた。2002年3月1日にハッブル宇宙望望遠鏡補修ミッション3B (STS-109) の一環としてスペースシャトル「コロンビア」で宇宙へ運ばれ、3月7日にHSTの微光天体カメラ (FOC) との交換で取り付けられた。

### 運用状態
2006年6月19日、電源系統異常のためACSは一旦運転を停止したが、6月30日に予備電源への切り替えによって復旧したため、試験運転の後7月4日に観測を再開した。同じような電気系統異常は2006年9月29日にも起こったが、再度復旧された。
2007年1月27日には予備電源でショートが発生し、またもACSが使用できなくなった。同年2月、2006年に不良となった主電源の余剰能力を生かす形で3つの観測チャネルのうち、Soloar Blind Channelのみが運用可能となった。
2009年のハッブル宇宙望遠鏡補修ミッション (STS-125) で全チャネルの復旧を試みた。Wide Field Channelの回復には成功したものの、High-Resolution Channelは修復はできないままとなった。

## 特徴
HSTの主力観測装置であるACS は多目的への応用が可能であり、他装置よりも次の点で優れている。
- 紫外から近赤外域までをカバーする、3つの独立高解像チャネル
- 広大な検出域と高い量子効率により、従来の装置と比較して探知効率が10倍に向上
- 豊富なフィルタと偏光観測 (polarimetry)・コロナグラフ・グリズム[5]能力

これらにより、ハッブル・ウルトラ・ディープ・フィールドのような超深宇宙領域の高感度観測を実現した。ACSは太陽系の彗星や惑星のみならず、これまでに知られている最も遠いクエーサーにいたるまで、広範囲の天体を観測することができる。

## チャネルと検出器
ACSは以下3つの独立したチャネルを備えている。いずれのチャネルでも、ACSに搭載されている回転式ホイールのフィルタを通して任意の色を転送可能となっている。なお、2007年の電気系統故障により、一部の機能が停止状態のままとなっている。

### ワイドフィールドチャネル (WFC)
WFC (Wide Field Channel) は最も利用頻度が高いチャネルである。検出器は各2,048 × 4,096ピクセルのCCDイメージセンサ 2つを接合した構造で、画素数16.7メガピクセルを実現している。空間分解能は0.05秒角/ピクセルで、検出板全体で202 × 202秒角の視野を確保している。撮像可能な波長範囲は350-1100 nm。

### 高解像チャネル (HRC)
HRC (High-Resolution Channel) には2種類のコロナグラフが搭載されている。1つめは撮影範囲内の中央部1.8秒角の領域と縁部3.0秒角の領域を任意でマスクする機能である。利用頻度は中央部マスクの方が高く、たとえば明るい星の周囲にある円盤や、クエーサー近辺の銀河核を撮像するために使用される。2つめは通称 Fastie finger と呼ばれるマスク領域で、長さ5秒角、幅0.8秒角の指状の帯がCCDの入光部に固定されている。HRCの検出部は1024 × 1024ピクセルで視野角はWFCより狭い26 × 29秒角であるが、空間分解能は0.025秒角/ピクセルと高い。またWFCよりも遥かに高感度であり、近紫外波長 (< 350 nm) まで撮影可能である。2007年以降、HRCは電気系統の故障により運用を停止したままとなっている。

### 可視感度なしチャネル (SBC)
SBC (Solar Blind Channel) に搭載されたマルチアノード・マイクロチャネルアレイ (multi-anode microchannel array: MAMA) は紫外線領域の撮像に特化した低背景光用フォトン計測装置であり、波長範囲115-170 nmに対応している。検出器はフォトカソードとマイクロチャネルプレート (MCP)、アノードアレイで構成されており、分解能0.030秒角/ピクセル、視野角31 × 35秒角、撮像波長115-170 nmとなっている。ACSのSBCは、STIS (宇宙望遠鏡撮像分光器: Space Telescope Imaging Spectrograph) の予備として用意されたものが流用されている。